# Русский неоклассицизм

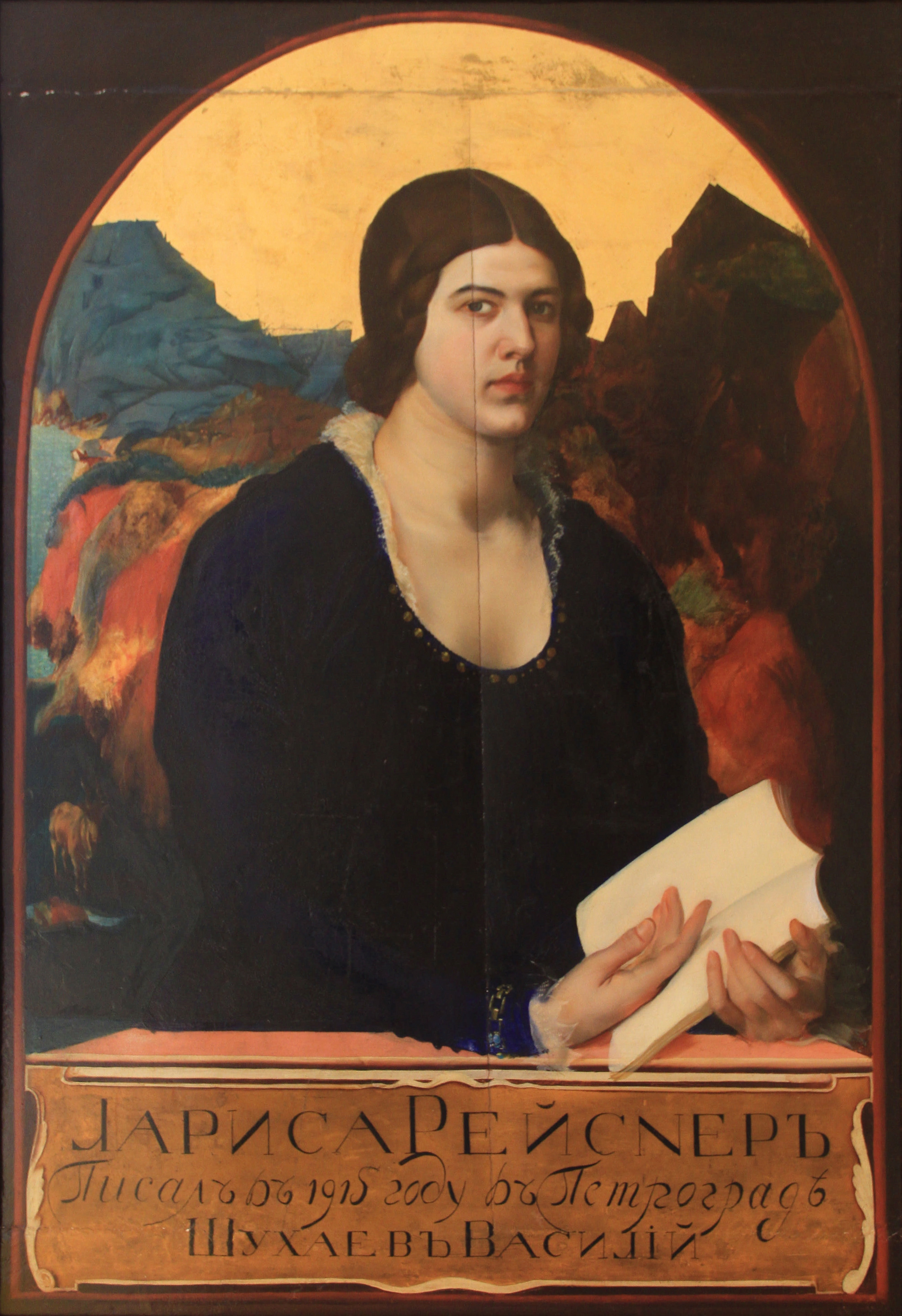
Василий Шухаев. Портрет Ларисы Рейснер, 1915. Музей Серебряного века, Москва

Русский неоклассици́зм — художественное направление в русском искусстве первой трети XX века, противостоявшее появившимся в конце XIX века авангарду, модернизму и в целом зарождавшейся массовой культуре. Представители данного направления ориентировались в своём творчестве на довольно широко понимаемую классику: искусство Древней Греции, Возрождение, русское и западноевропейское искусство XVIII — первой половины XIX веков, русскую иконопись до XIX века, академический классицизм в лице лучших его представителей — Александра Иванова, Карла Брюллова и других.
Зарождение неоклассицизма в России в начале XX века было связано в большой мере с деятельностью объединения «Мир искусства» и литературно-художественного издания «Аполлон», вокруг которых образовался кружок представителей интеллигенции, придерживавшихся принципов единения традиций и новаций. В «Аполлоне» вопрос неоклассицизма был поставлен как общекультурная проблема художественного развития русского искусства.
Наиболее полно русский неоклассицизм проявился в литературе (акмеизме) и архитектуре, в то время как в живописи и скульптуре определение круга его художников вызывает проблемы. В искусствознании является актуальным и вызывающим разногласия вопрос по поводу того, считать ли неоклассицизм начала XX века самостоятельным стилевым направлением или поздней стадией модерна. Зачастую неоклассицизм либо полностью, либо в его поздней стадии рассматривают как направление ретроспективизма, более широкого художественного явления начала XX столетия.
Неоклассицизм в широком смысле, как некое художественное явление начала столетия, охватывал не только художников, близких «Миру искусства», но и тех мастеров, чьё творчество находилось на противоположных неоклассике полюсах искусства.
Развитие русского неоклассицизма было прервано революцией 1917 года, хотя отдельные его элементы прослеживались в искусстве до начала 1930-х годов.

## Возникновение неоклассицизма
Неоклассицизм начала XX столетия являлся ретроспективным направлением в искусстве Европы и США, представители которого стремились к созданию «большого стиля», обращаясь к традициям Античности, эпохи Ренессанса и классицизма. В русском искусстве неоклассицизм начал складываться как тенденция в 1900-е годы, чуть позже, чем в Западной Европе, а окончательно сформировался в 1910-е годы, охватив сферы архитектуры и изобразительных искусств, в том числе живопись. В западноевропейском искусстве второй половины XIX века одной из первых попыток опереться на традиции классицизма в борьбе с романтизмом в области формы стала поэзия «Парнаса» — группы французских поэтов, опубликовавших в 1866 году сборник «Современный Парнас». Во французской живописи к классицизму, в противовес академизму и натурализму, обращались Пьер Пюви де Шаванн, Морис Дени, Жорж Сёра. В Англии классицистическая традиция противопоставлялась академизму «Эстетическим движением». В немецкой живописи классицистическая тенденция проявилась в работах неоидеалистов Ханса фон Маре и Ансельма Файербаха, в скульптуре — Аристида Майоля и Адольфа Гильдебранта.
В архитектуре Западной Европы, как и в изобразительном искусстве, неоклассицистическая тенденция проявилась раньше, чем окончательно сформировалась архитектура модерна и была связана с попытками опереться на местные традиции классицизма, противопоставив их господствовавшей тогда эклектике. В Германии такие попытки проявились в начале 1880-х годов, в форме обращения к бидермайеру. В начале 1890-х годов увлечение необидермайером достигло и России. Схожим явлением в начале 1870-х годов являлся «стиль королевы Анны» в Англии, в котором использовались формы провинциального английского и голландского классицизма XVII—XVIII веков. Тем не менее, данные стили всё ещё несли на себе сильный отпечаток романтической традиции, являясь первой стадией развития неоклассицистического направления модерна.
В зрелую «интернациональную» фазу классицизирующий модерн вступил в самом конце XIX века. Знаковым произведением данного направления стала вилла Штука (1898), основателя и главы мюнхенского Сецессиона Франца Штука, сложившийся образец того направления немецкой архитектуры, которое ориентировалось не на бюргерский бидермайер, а на древнегреческую классику и творчество немецких архитекторов, строивших в духе «большого» классицизма — Фридриха Жилли, Генриха Генца, Карла Шинкеля. На рубеже веков в данном направлении работали Вильгельм Крайз, Альфред Мессель, Мартин Дюльфер, Макс Литтманн, Петер Беренс, Теодор Фишер, Ганс Пельциг и другие немецкие архитекторы. В архитектуре Англии шёл аналогичный процесс. В 1890-х годах состоялся переход от «стиля королевы Анны» к «большой манере» эдвардианского неоклассицизма. Наибольшую роль в этом процесса сыграл архитектор Ричард Спиерс, возглавивший движение, которое «ставило своей целью сокрушение стилистического разнообразия эклектизма».
Истоки неоклассицистической архитектуры в России традиционно определяют началом 1900-х годов. Линию классицизирующего модерна (или «модернизированного» неоклассицизма), появившуюся под влиянием немецкой школы и ранних построек венского модерна, в исследованиях прослеживают с рубежа веков. Один из ранних примеров — здание Николаевской академии Генерального штаба архитектора Александра фон Гогена (1900). Неоклассицизм в архитектуре в «чистом виде» отсчитывают с 1903—1904 годов, когда вышла статья Ивана Фомина о московском классицизме и появились его первые проекты в данном направлении. В русской литературе начало неоклассической линии связывают со становлением в 1900-х годах поэта Иннокентия Анненского, которого будущие неоклассики называли своим предвестником. Первый сборник его стихов был опубликован под псевдонимом «Ник. Т.-о.» в 1904 году. В изобразительном искусстве возникновение неоклассицизма связано с появлением первого объединения «Мира искусства» 1898—1904 годов.

## Терминология

### Разночтение терминов: Классицизм и неоклассицизм
| Период                          | Европа        | Россия                                  |
| ------------------------------- | ------------- | --------------------------------------- |
| XVII век                        | классицизм    | —                                       |
| конец XVIII — середина XIX века | неоклассицизм | русский классицизм                      |
| конец XIX — начало XX века      |               | русский неоклассицизм (ретроспективизм) |

В странах Западной Европы и в России исторически сложились различные коннотации в употреблении этих терминов. Русское искусство по причине внутренних и внешних геополитических условий не прошло эпохи Возрождения в том качестве, которое пережили художники Запада (гуманистическая направленность и персонализация творчества, самоопределение и формирование светских жанров в изобразительном искусстве). Поэтому в Италии уже в начале XVI в. благодаря творчеству Д. Браманте и Рафаэля Санти складывается так называемый римский классицизм. Во Франции во второй половине XVII века, в эпоху Короля-Солнце Людовика XIV сформировался «Большой стиль» (Grand Maniere), или стиль Людовика XIV (Louis XIV), — уникальное соединение элементов классицизма и барокко. Поэтому во второй половине XVIII века, после стиля французского Регентства и рококо, наступает «вторая волна классицизма», именуемая стилем Людовика XVI (Louis XVI), или неоклассицизмом (во французской историографии многие авторы разделяют эти понятия: стилем короля Людовика считают стиль исключительно придворного искусства, а понятие неоклассицизма — более широким). В России (как и в Германии) классицистические тенденции утверждались в искусстве много позднее, впервые с середины XVIII столетия, соответственно этот периода называют просто периодом классицизма.
Неоклассицизмом в России и в Германии именуют ретроспективный стиль начала XX века, "отличавшийся от «старого доброго» русского классицизма главным образом тем, что эстетическим образцом и предметом стилизаций являлся не обобщенный образ прекрасной античной и ренессансной архитектуры, как было ранее в Италии и во Франции, а конкретные образцы, которые, благодаря успехам научного изучения древности, стали различать по иконографическим источникам и стилям. Отсюда различные наименования отдельных стилевых течений: неогрек, помпейский, этрусский, италийский стили. В истории отечественного искусствознания известны попытки упростить интерпретацию этого многостороннего процесса, сводя его лишь к новациям в материалах и технологиях. Такой вульгаризацией является концепция А. Л. Пунина и формулировки, встречающиеся в некоторых устаревших словарях.
Аналоги западноевропейского неоклассицизма — американский ренессанс и колониальное возрождение в США (1876—1914).

### История термина русский неоклассицизм
Термин «русский неоклассицизм» впервые применил Александр Бенуа, одна из статей которого так и называлась «Русский неоклассицизм» (1917). В дальнейшем понятие довольно часто фигурировало в работах других исследователей: первоначально его относили к русской архитектуре и живописи, позже — начиная с 1960-х годов — к музыке. Лев Бакст в статье «Пути классицизма в искусстве» (1909) писал, что неоклассицизм в русской живописи начался с мирискусников, их «искусства прекрасной линии» и «школы модернизма в классическом смысле».
Позже термин применяли Евгения Кириченко и Всеволод Петров. Последний писал, что «русский неоклассицизм, возникший под воздействием проповеди „Мира искусства“, стал в 1910-х годах вполне самостоятельным и плодотворным художественным направлением».

## Неоклассицизм в архитектуре

### Кризис искусства периода модерна
В конце XIX века сформировался новый архитектурный стиль, в России неточно названный «стилем модерн». Но ограниченные возможности декоративного течения в искусстве модерна (стиль ар нуво) не могли разрешить назревшую потребность в создании большого монументального стиля. Неоклассицизм появился в начале века как антитеза декоративной избыточности модерна. Общий кризис искусства накануне мировой войны стимулировали поиски опоры на классику, ордерную систему, стремление к гармонии классической композиции и пропорций. Поэтому одновременно с новаторскими тенденциями в архитектуре начала XX в. набирали силу ретроспективные течения. Жажда новизны быстро сменилась грезами о прошлом. Очередное открытие ценностей классицистического зодчества ускорило разочарование в архитектурных новациях. Эти потребности нашли выражение в двух различных течениях: антикизирующем интернациональном неоклассицизме и национальном романтизме неорусского стиля. После 1910 г. эти течения стали доминировать в качестве внутристилевых в отношении культуры модерна. Для неоклассической архитектуры характерны формальные «носители стиля»: листья аканта, раковины, маскароны, вазоны на парапете кровли, гирлянды с букраниями, античные фигуры.

### Новый взгляд на архитектуру старого Петербурга

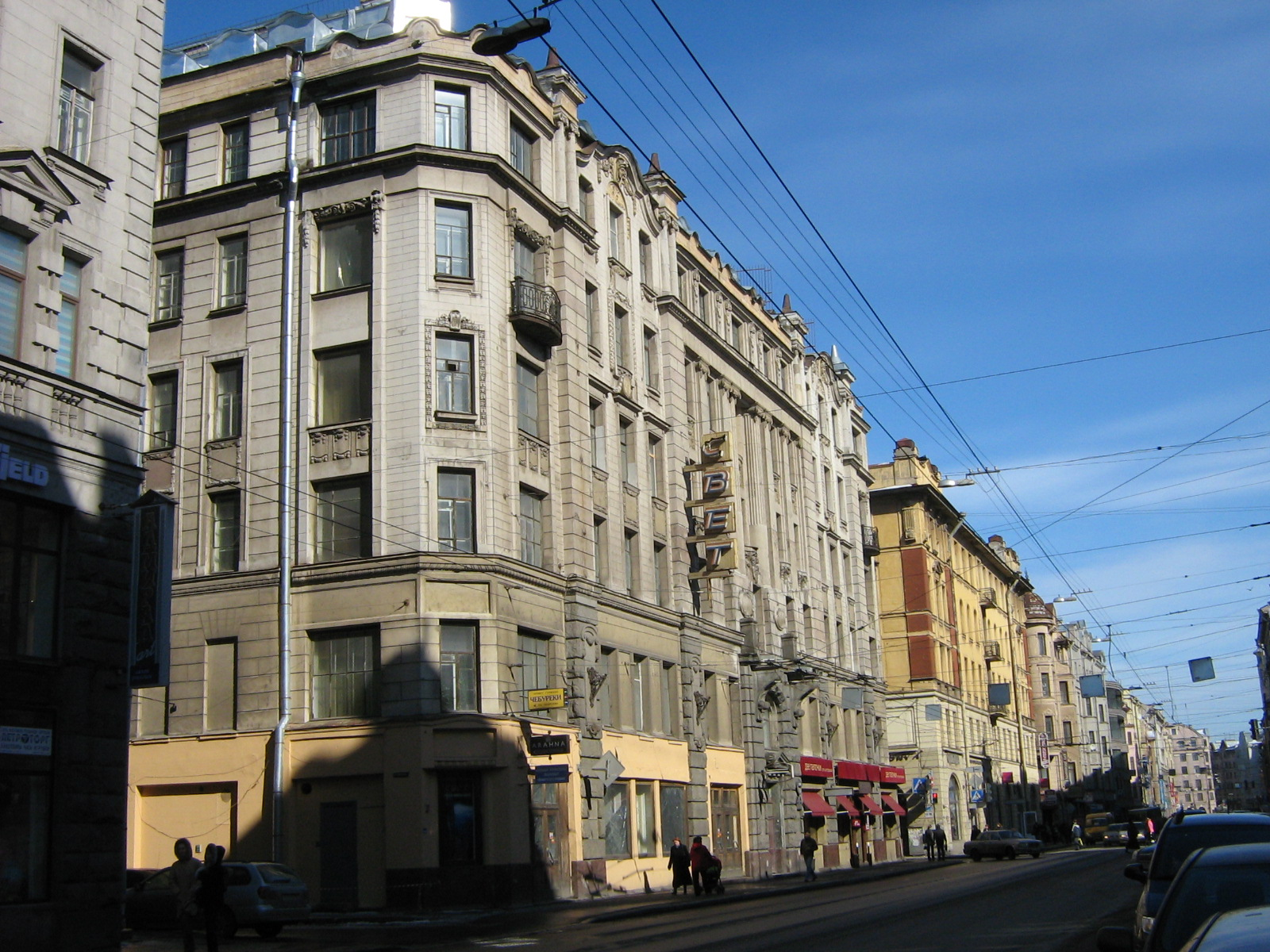
«Дом Антоновой» Большой проспект Петроградской стороны, 74. 1912—1913. Архитектор В. В. Шауб

Ещё в начале 1900-х гг. художник и критик Александр Бенуа, критикуя ненавистный «мирискусникам» «стиль модерн», одним из первых заговорил о неповторимой красоте старого Петербурга. Его статьи словно открыли глаза современникам, сумевшим по достоинству оценить преданное было забвению классицистическое наследие. С этого момента начал своё восхождение петербургский неоклассицизм. Художник и критик Г. К. Лукомский назвал неоклассическое течение в архитектуре Санкт-Петербурга «пассеизмом, петербургской темой и тенденцией ретроспективного просветления». А. Н. Бенуа, И. А. Фомин, В. Я. Курбатов использовали определение «петербургское возрождение». Не только модерн, но и «растреллиевский стиль», и даже петербургский ампир К. Росси и В. П. Стасова вызывали негативнные ассоциации, поскольку, по мнению художников Мира искусства, олицетворяли «казённый Николаевский Петербург».
Новое движение охватило обе российские столицы, а затем и российскую провинцию. Русский неоклассицизм имел близкие параллели в европейской архитектуре того времени. И всё же это явление в основном было специфически петербургским. Сторонники его исходили из собственных традиций, апеллируя к «золотому веку» зодчества невской столицы. В отличие от модерна и большинства неостилей XIX в., это было возвращение к истокам. Поэтому к «петербургскому возрождению» весьма своеобразно относили не только неоклассицизм, но и архитектурный стиль основателя города — петровское барокко, поскольку архитектура эпохи Петра Великого олицетворяла историческую причастность города к общеевропейской классической культуре.

### Архитекторы-ретроспективисты Санкт-Петербурга

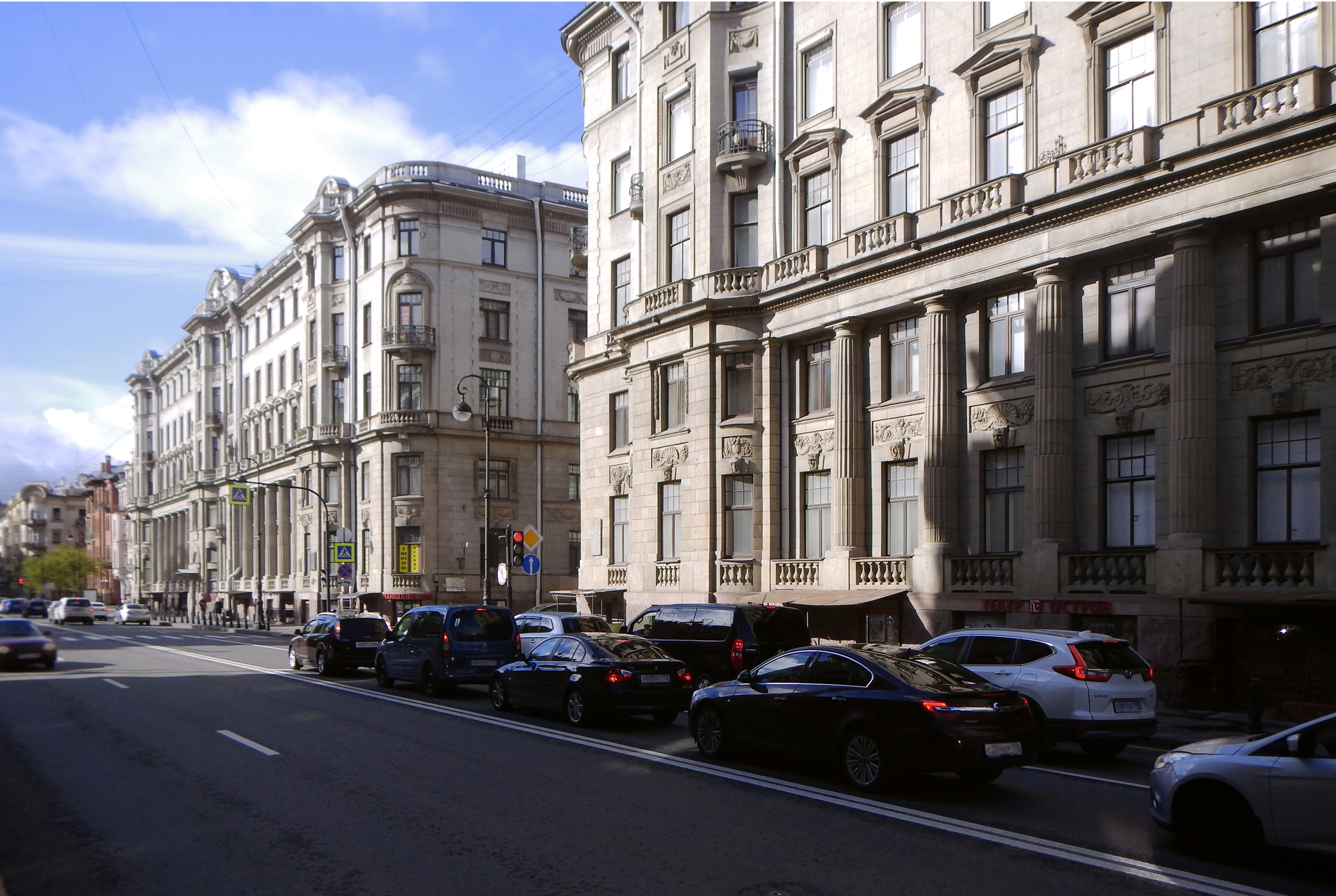
«Дом Бенуа» (1911—1912) на Каменноостровский проспекте, 26-28 в Санкт-Петербурге

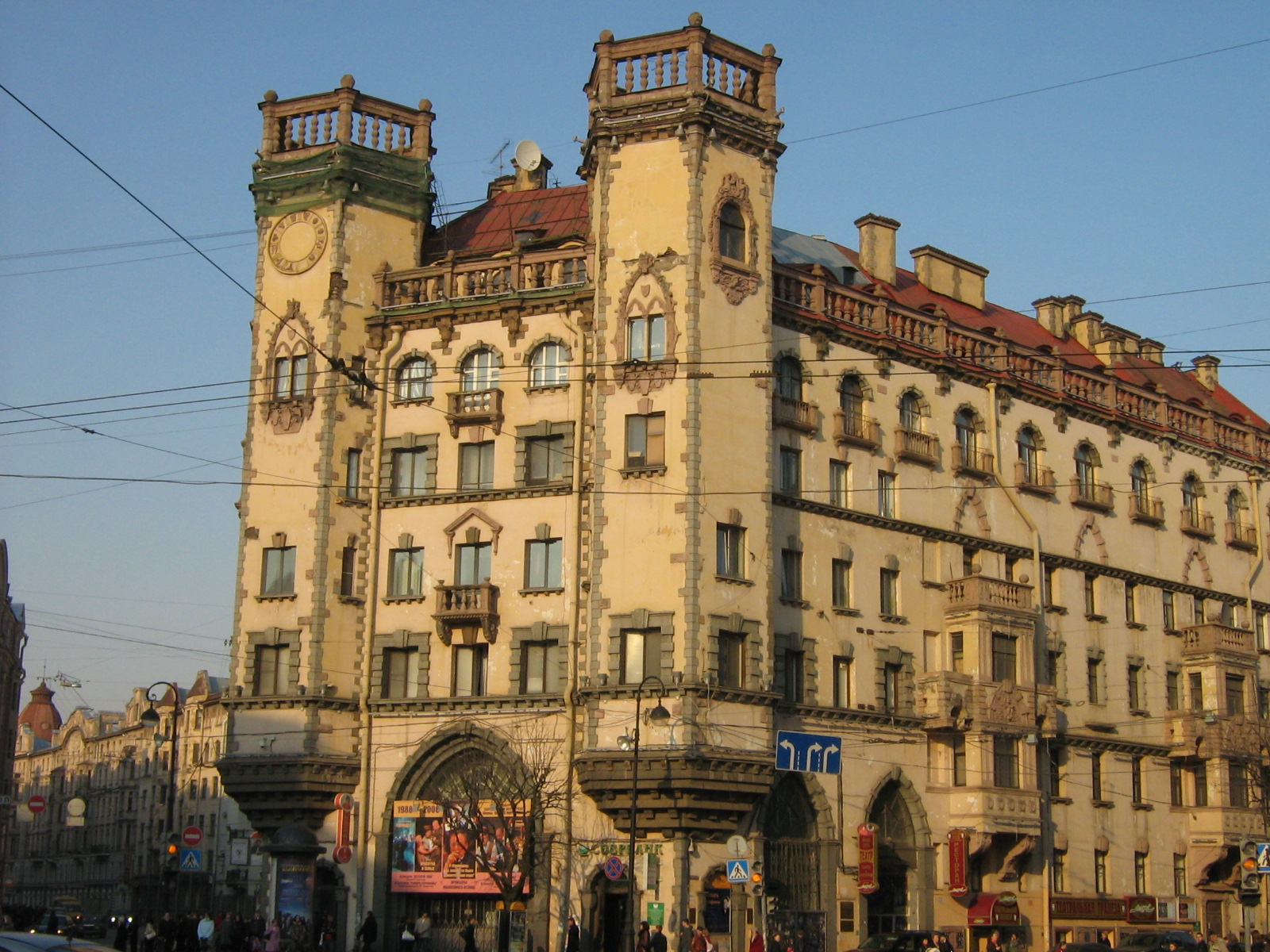
«Дом с башнями» на площади Льва Толстого в Санкт-Петербурге (Каменноостровский проспект, 35 / Большой проспект Петроградской стороны, 75): 1913—1915. Архитекторы К. И. Розенштейн и А. Е. Белогруд

Ретроспективное направление основано на эстетике русского классицизма и ампира, отчасти на аллюзиях стиля барокко. Архитекторы ретроспективного течения русского неоклассицизма ориентировались на конкретный контекст уже сложившихся классицистических ансамблей (постройки В. Ф. Свиньина и Е. С. Воротилова в контексте парадных ансамблей К. Росси). Юбилейные торжества к 200-летию Санкт-Петербурга пробудили общий интерес к его ранней истории и способствовали появлению течения «петербургского возрождения», в основу которого положили архитектурный стиль петровского барокко (А. И. Дмитриев, Л. А. Ильин, Н. Е. Лансере). Лидером другого ретроспективного течения — антикизирующего неоклассицизма стал И. А. Фомин, знаток и поклонник древнегреческой архитектуры. На втором этапе развития ретроспективного направления архитекторы стали обращаться не непосредственно к античности, а к источникам позднего русского классицизма XIX в. — итальянскому ренессансу, и в особенности, к палладианству. Ведущими представителями неоренессансного течения в ретроспективизме были архитекторы В. А. Щуко, А. Е. Белогруд, М. М. Перетяткович, М. С. Лялевич.
Во многих случаях, исключая постройки Фомина и Щуко, ретроспективизм сопровождался эклектичностью. Даже в ситуации, когда архитекторы-ретроспективисты стремились к точному воссозданию исторического прототипа, их композиции вынужденно включали современные функционально-планировочные структуры, новые технологии и материалы, и приобретали оттенок модернизации. Одними из первых на путь модернизированной неоклассики вступили Ф. И. Лидваль (создатель петербургской разновидности северного модерна), А. И. фон Гоген и Р. Ф. Мельцер. Характерным примером модернизированной неоклассики и упрощения классицистических форм стало здание Германского посольства, построенное на Исаакиевской площади в Санкт-Петербурге по проекту немецкого архитектора Петера Беренса (1911—1913). Его считают первым образцом архитектуры раннего конструктивизма на территории России.
В общем контексте ретроспективизма актуальными для Санкт-Петербурга оказались все течения неоклассики, включая неоренессанс и необарокко. И, напротив, маловостребованным — национальное направление (неорусский стиль), как не соответствующее историческому контексту города. Поэтому неорусский стиль нашел применение главным образом в отдельных церковных постройках В. А. Покровского, С. С. Кричинского, А. П. Аплаксина. В границах этого течения, в поисках монументальной простоты архитекторы обратились к ранним памятникам Новгорода и Пскова. Однако и в этих сооружениях заметны элементы стилизации в духе модерна.

### Идейные и эстетические амбиции архитекторов неоклассицизма
Архитекторы-неоклассики ставили перед собой сложнейшую масштабную задачу: возродить и утвердить ансамблевую и стилевую целостность столицы, продолжить её развитие на уровне новейших строительных достижений, но в контексте национальных художественных традиций. Ранее нечто подобное пытался осуществить К. Росси, но его градостроительные идеи были скованы прагматическими обстоятельствами и эстетическими границами ампирного стиля. Возможности новой эпохи содействовали развитию градостроительных идей. Свидетельство тому — грандиозный план жилого района «Новый Петербург» на острове Голодай (И. А. Фомин, Ф. И. Лидваль) и конкурсные проекты монументального ансамбля общественных зданий на Тучковом буяне (И. А. Фомин, О. Р. Мунц, М. Х. Дубинский, С. С. Серафимов). «Проект преобразования С.-Петербурга» Ф. Е. Енакиева и Л. Н. Бенуа, сравнимый разве что с генеральным планом основателя города, предусматривал всестороннюю реконструкцию Санкт-Петербурга и его инфраструктуры, прокладку новых улиц и создание новых площадей. Осуществлению этих предложений помешала Первая мировая война.

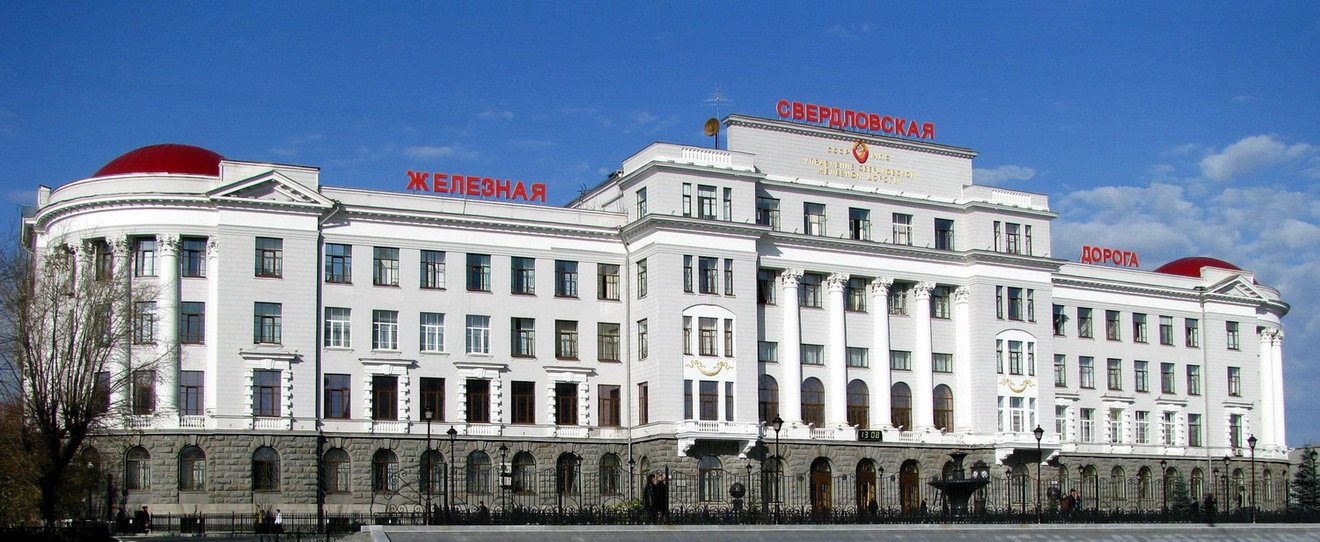
Здание управления Свердловской железной дороги (1925—1928) — редкий пример неоклассицизма 1920-х годов

В начале XX века почти полностью были реконструированы Петроградская сторона, многие кварталы на Васильевском острове и в левобережных районах города. Образцовой улицей для того времени стал Каменноостровский проспект — «экспозиция» лучших произведений северного модерна и неоклассицизма. На Невском проспекте и в прилегающих кварталах окончательно сформировался район «Петербургского сити». Город обретал новые черты столичной импозантности и европейского лоска. Но революционные потрясения трагически преломили его судьбу.
Неоклассицизм — первое в истории петербургской архитектуры крупное неостилевое течение, основанное на собственном наследии — продолжал развиваться и после 1917 года в совершенно иных условиях вплоть до середины 1920-х годов, когда ненадолго уступил место конструктивизму. В целом конструктивизм, в отличие от Москвы 1920-х годов, для Северной Пальмиры оказался неорганичным. Уроки неоклассики начала ХХ столетия стали плодотворными и перспективными не только для советской традиционалистской архитектуры 1930—1950-х годов. Они снова обрели актуальность в постмодернистской архитектуре второй половины XX века и в «новом классицизме» начала XXI столетия.

## Неоклассицизм в изобразительном искусстве

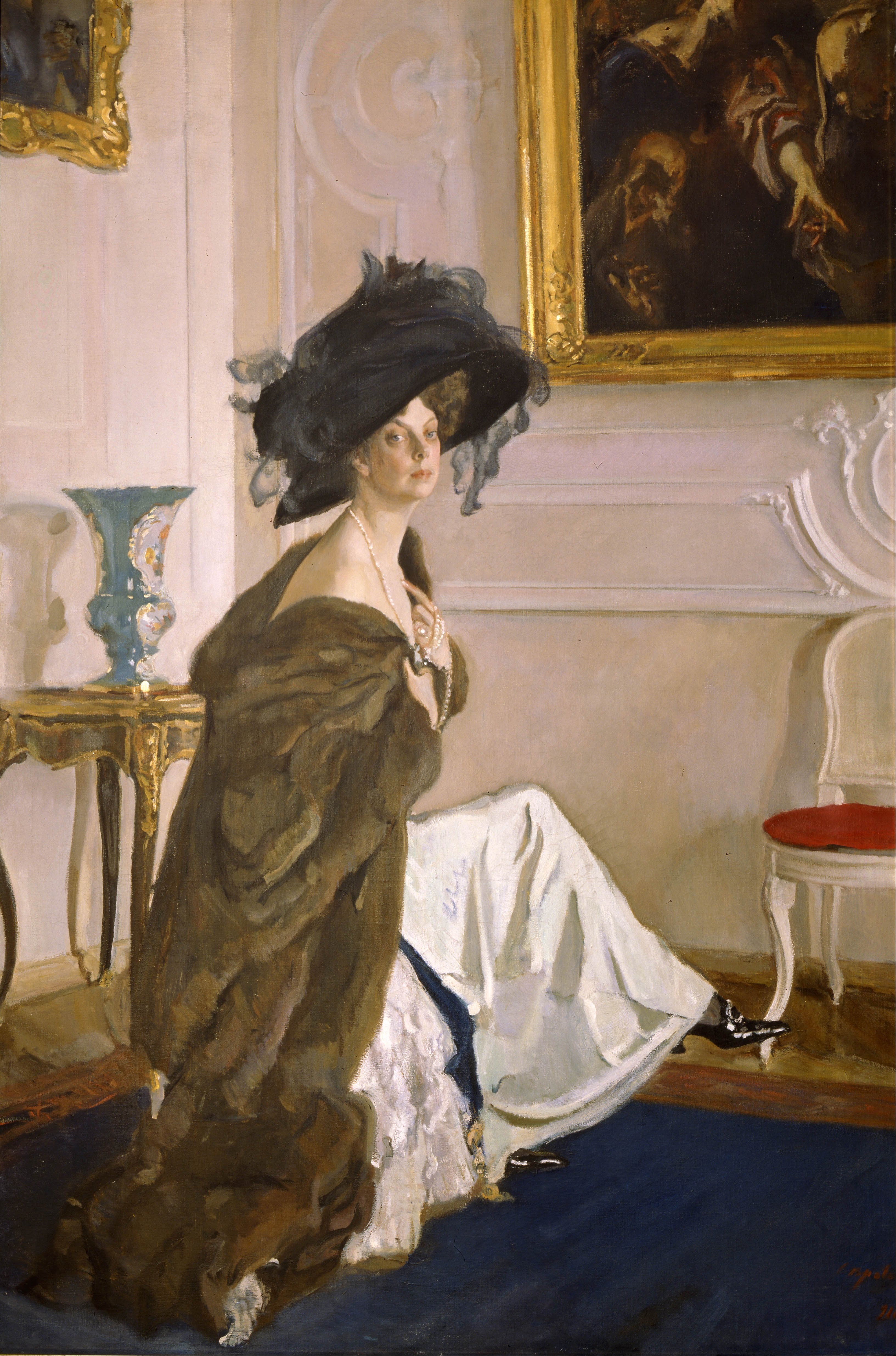
В. А. Серов. Портрет княгини Ольги Орловой. 1911. Государственный Русский музей, Санкт-Петербург

Неоклассическая тенденция в русской живописи начала формироваться в первой половине 1900-х годов, но в тот момент ещё не имела ясной идейно-художественной программы, представляя собой идейный ретроспективизм, обращённый к традициям русского и западноевропейского классицизма и барокко. После «Таврической выставки» 1905 года появились работы, в которых цитировались или использовались композиционные схемы и особенности портретной живописи крупнейших мастеров прошлого. В 1910-е годы, в период последовательного утверждения неоклассицизма в русской художественной культуре, его основной теоретик — Всеволод Дмитриев, перешёл от призывов к «новой красоте» к становлению проблемы её глубинного содержания (отсутствию в искусстве того содержания, которое вкладывали в него великие мастера прошлого). Согласно Дмитриеву, основная идея неоклассицизма в живописи заключалась в «умном делании картины» — любое живописное произведение, независимо от его жанровой принадлежности, было призвано одновременно отражать «пафос современности» и воплощать вневременные эстетические идеалы.
Изучение неоклассического направления русского изобразительного искусства началось только в начале XXI века. Этапным событием в этом процессе стала выставка 2008 года, проходившая в Государственном Русском музее. Искусствовед Владимир Леняшин во вступительной статье «Не о классицизме…» к каталогу выставки впервые сформулировал стилистические и хронологические рамки явления, этапы его эволюции:
- Стадия формирования неоклассической концепции (первое объединение «Мира искусства» 1898—1904 годов);
- Период «утверждения стиля» (1910-е годы), где были выделены две линии: «европейская» и «почвенная»;
- Стадия «угасания стиля» (1917—1932).

К ранним примерам неоклассической русской живописи относят работы Валентина Серова: портреты Е. Карзинкиной (1906), О. Орловой (1911); и работы Константина Сомова: портреты Е. Мартыновой (1897—1900), Е. Носовой (1911). Оба художника проявляли большой интерес к искусству прошлого, восхищались Веласкесом и Энгром. В технике их работ прослеживались стилистические черты живописного портрета XVIII — начала XIX века.
В 1910-е годы неоклассицизм включал в орбиту своего влияния самых разных художников, зачастую совершенно различных направлений. Ведущими представителями стиля выступали Василий Шухаев, Александр Яковлев, Зинаида Серебрякова и Борис Кустодиев. К неоклассицизму также можно отнести некоторые портреты Натана Альтмана, Павла Филонова и Валентины Ходасевич.

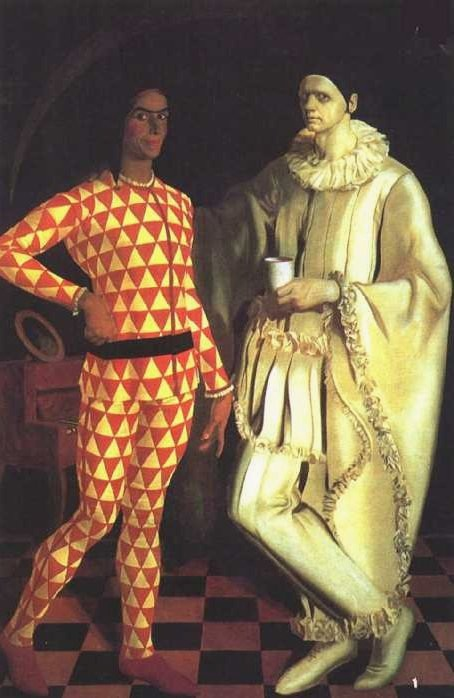
Александр Яковлев и Василий Шухаев. Автопортрет (Арлекин и Пьеро). 1914. Государственный Русский музей, Санкт-Петербург

В основу неоклассической живописи было положено творческое переосмысление стилистики прошлого: наряду с классикой (Античность, Высокое Возрождение, классицизм), в живописи неоклассицизма прослеживались приёмы, восходившие к неклассическим эпохам и направлениям — маньеризму (В. Шухаев и А. Яковлев), древнерусской иконописи и монументальной живописи (К. Петров-Водкин), народному искусству (Б. Кустодиев) и даже экспрессионизму (Б. Григорьев). Важным критерием европейского направления неоклассической живописи 1910-х годов было стремление к строгой и ясной форме. Художники, чьи работы восходили к традициям Ренессанса, Северного Возрождения и маньеризма (Шухаев, Яковлев), зачастую использовали дерево в качестве основы (практика художников Возрождения и XVII века), а также темперы и краски, созданные по старинным рецептам.
Достаточно распространённым для неоклассицизма являлось обращение к сюжетам классического искусства, главным образом древнегреческой мифологии. Показательны в данном аспекте «Песнь Аполлона дриадам и фавнам» (1908) Александа Бенуа, «Одиссей и Навзикая» и «Похищение Европы» (1910) Константина Сомова, трактованные в камерном и поэтичном ключе.
«Почвенная» национальная линия неоклассицизма была представлена работами Кузьмы Петрова-Водкина, Бориса Кустодиева и Зинаиды Серебряковой. Воспитанные на традициях академизма, эти живописцы также стремились к ясности художественного языка классицизма, высоким образам европейского искусства, но при этом они соединяли ренессансные традиции со стилевыми источниками русского национального искусства: фольклорными мотивами (серия «Купчих» и «Венер» Кустодиева), приёмами иконописи («М. Ф. Петрова-Водкина», «Портрет Рии», «Автопортрет» Петрова-Водкина), традициями живописи Алексея Венецианова (автопортреты и портреты Серебряковой).
Самыми яркими мастерами неоклассицизма стали единомышленники и друзья Александр Яковлев и Василий Шухаев, оба закончившие Академию художеств и учившиеся у профессора Дмитрия Кордовского, любителя старинных мастеров. Картина «Автопортрет (Арлекин и Пьеро)» (1914) стала манифестом неоклассицизма в живописи. Художники совместно разработали композицию, и каждый изобразил на холсте себя: Яковлев — в роли Арлекина, Шухаев — в роли Пьеро. Язык данного произведения был показательно классичен, так как картина писалась по канонам академического искусства, однако двуликость образов отражала искусство своего времени.

## Неоклассицизм в литературе
Термином неоклассицизм определяют антиромантическое, антисимволическое и антинатуралистическое течение в европейской литературе конца XIX — начала XX века. Для неоклассицизма было характерно обращение к античной культуре — использование мотивов и образов мифологии, тем и сюжетов античности. Неоклассицисты воспринимали античное наследие не как идеал или образец стиля, но как способ поставить «вечные проблемы человеческого бытия» в контексте современных художественно-эстетических исканий. Наиболее ярко неоклассицизм проявился во французской «романской школе» 1890-х годов, которую возглавил Жан Мореас. В немецкой литературе направление формировалось прежде всего в творчестве Пауля Эрнста и Вильгельма Шольца.
Неоклассические тенденции закрепились в теории и практике русской поэзии 1910-х годов, прежде всего — в акмеизме. Многозначительность и субъективность художественных образов поэтики символизма в творчестве нового поколения поэтов сменилась стремлением к чистоте и точности языка, простоте изложения, ясности стиха. Сторонники неоклассицизма обращались к искусству античности и Ренессанса, творчеству французских классицистов и писателей Возрождения. Неоклассицистические тенденции проявились в творчестве Максимилиан Волошина, Владислава Ходасевича, Осипа Мандельштама, Иннокентия Анненского, Валерия Брюсова, Михаила Кузмина, Анны Ахматовой, Вячеслава Иванова. Характерным для неоклассицизма было возрождение живого образа природы (М. Волошин, цикл «Киммерийские сумерки», 1906—1907; «Коктебель», 1918); помещение в контекст повседневности явлений, выходивших за рамки обыденности (В. Ходасевич, «Эпизод»; «Вариация»).
После революции 1917 года с неоклассицизмом себя идентифицировало одно из многочисленных литературных обществ, возникших в революционное время — «Литературный особняк» (так называемые неоклассики). Тем не менее, чётко сформулированной идеологии и программы они не имели, поэтому в обществе состояли представители самых разных направлений: неоклассики, натуралисты, символисты, акмеисты и неоромантики. Характерное для неоклассицизма стремление к ясности языка и образов привело к поэтизации мелочей повседневной жизни, которое было воспринято классиками группы «Лирический круг» 1920-х годов.

## Историография, изучение

### Историография
Историография неоклассицизма началась со времени его появления, в виде архитектурной и художественной критики 1900—1910-х годов. Деятели «Мира искусства» (Лев Бакст и Александр Бенуа) и их современники (Максимилиан Волошин, Владимир Курбатов, Георгий Лукомский, Сергей Маковский, Николай Радлов) оставляли суждения о неоклассике и как очевидцы данного направления, и как учёные. В жанровом отношении критика данного периода являлась эссеистикой, для которого сам вопрос происхождения неоклассицизма оставался на периферии интересов. Большее внимание критики-неоклассики уделяли таким вопросам, как рождение нового классического стиля и рассуждениям на тему того, какими путями этого нужно достичь, а также соотношению неоклассической программы и современности. В подавляющем большинстве историографический материал данного периода представлял собой отдельные статьи, полемические выступления, критические заметки, доклады на архитектурных съездах и в архитектурных обществах. Единственной крупной работой стала книга Георгия Лукомского «Современный Петербург. Очерк истории возникновения и развития классического строительства» (1917), выросшая на основе критических выступлений автора, но прежде всего, статьи в журнале «Аполлон» «Неоклассицизм в архитектуре Петербурга» (1914).
Важную роль в утверждении неоклассицизма сыграли статьи «В ожидании гимна Аполлону» (1909) Александра Бенуа и «Пути классицизма в искусстве» (1909) Льва Бакста, а также редакторское вступление Сергея Маковского к первому номеру журнала «Аполлон» (1909), в которых данное явление рассматривалось в перспективе развития всего русского искусства. В 1910-е годы над теоретическим развитием неоклассической концепции в искусстве работали критики Всеволод Дмитриев и Николай Радлов. В сумме высказывания литераторов, философов, критиков и художников начала XX показывали, что у приверженцев неоклассицизма не существовало общей идейной программы.
В 1920-х — начале 1930-х годах, с утверждением конструктивизма, неоклассицизм стал для архитектуроведения периферийным явлением. Большое влияние на последующее изучение явление оказали такие работы данного времени, как «Стиль и эпоха» (1924) Моисея Гинзбурга, «Русское искусство промышленного капитализма» (1929) Алексея Фёдорова-Давыдова, статья «Античность и античное» (1924) Александра Габричевского. Данный период в историографии неоклассицизма характеризовался отсутствием единой точки зрения на это направление и возникновением нетривиальных идей и концепций.
Следующий историографический период, с конца 1930-х по начало 1960-х годов, характеризовался более-менее единой точкой зрения на неоклассику. В историографии 1930—1950-х годов неоклассика противопоставлялась всем остальным явлениям эпохи модерна как единственное достойное упоминания направление, среди остального декадентского и упадочного искусства. Большинство вышедших в данное время работ были посвящены конкретным зодчим, начинавшим свою деятельность в 1900—1910-е годы и ставших в дальнейшем мэтрами советской архитектуры. В числе данных работ: «Владимир Александрович Щуко» (1946) Софьи Кауфман, «А. В. Щусев» (1950) Николая Соколова, «И. В. Жолтовский. Проекты и постройки» (1950) Григория Ощепкова, «Таманян» (1950) Юрия Яралова, «Творчество А. В. Щусева и И. А. Фомина. Борьба за принципы социалистического реализма в их деятельности» (1951) Галины Сергеевой, «И. А. Фомин» (1955) Михаила Минкуса и Нисс Пекаревой, «А. В. Щусев» (1955) А. Новикова. Данные исследования содержали очень краткую общую характеристику неоклассики: возникновение неоклассицизма связывалось непосредственно с русским классицизмом, а зодчие 1910-х годов выступали прямыми последователями «великого дела» Захарова, Воронихина, Росси, Стасова. Всё что располагалась между классицизмом и неоклассицизмом объявлялось антихудожественным. Методологически концепция неоклассики 1910-х годов опиралась на теорию социалистического реализма, с его отрицанием формализма и космополитизма. Смысл неоклассики тогда виделся как сугубо национальный и патриотический: русская неоклассика противостояла интернациональному модерну.
Сложившаяся концепция неоклассики стала общепринятой и, в тот период, более никем не разрабатывалась. Исключением стали труды Михаила Цапенко, который считал, что объявленная «русскость» неоклассицизма входила в явное противоречие с его ориентацией не на русский классицизм, а на итальянское Возрождение и античность. В книге «О реалистических основах советской архитектуры» (1952) он высказал мысль, что лучшим выражением национальных идей и духа был русский стиль.
Современная историография русского неоклассицизма начала складываться с середины 1960-х годов, когда наступил резкий перелом в осмыслении данного явления. Изменилось содержание понятия, наиболее значимыми представителями движения стали называть Андрея Белогруда, Фёдора Лидваля, Мариана Перетятковича, которым ранее в научной литературе не уделялось внимание. Неоклассицизм потерял целостность, став «понятием условным и собирательным», с неустойчивыми границами. В большинстве исследований неоклассическое направление перестало быть предметом самостоятельного анализа: оно попадало в сферу внимания учёных в связи с изучением других явлений — эклектики, модерна, градостроительства. Неоклассицизму в период 1960—1980-х годов было уделено внимание в исследованиях: «Русская архитектура конца XIX — начала XX века» (1971) Елены Борисовой и Татьяны Каждан, «Особенности русской архитектуры конца XIX — начала XX века» (1976) Владимира Лисовского, «Русская архитектура 1830—1910-х годов» (1978) Евгении Кириченко, «Архитектура русского модерна. Опыт формологического анализа» (1979) Владимира Кириллова, «Русская художественная культура конца XIX — начала XX века» (1980) Елены Борисовой, Александра Венедиктова и Татьяны Каждан, «Стиль модерн: истоки, история, проблемы» (1989) Дмитрия Сарабьянова; а также в научных статьях: «Неоклассическое направление в архитектуре Петербурга начала XX века» (1963) Андрея Пунина, «Интерьер неоклассицизма» (1972) Евгении Кириченко, «О возникновении неоклассицизма в русской архитектуре 1900—1910-х годов» (1983) Андрея Ерофеева, «Из истории русской художественной жизни на рубеже 1900—1910-х годов. К проблеме неоклассицизма» (1984) Григория Стернина, «Античность и неоклассика в искусстве XX века» (1986) Вадима Полевого и других работах.
В советском искусствоведении неоклассицизм в изобразительном искусстве упоминался в связи с творчеством мастеров, в разное время водивших в круг «Мира искусства». Проблемы данного явления затрагивались в монографических исследованиях «Мир искусства» (1934) Наталии Соколовой и «Мир искусства: очерки истории и творческой практики» (1977) Наталии Лапшиной; статьях искусствоведов Всеволода Петрова, Доры Коган, Глеба Поспелова; обобщающих исследованиях и статьях Германа Недошивина, Дмитрия Сарабьянова, Владимира Леняшина, Милицы Неклюдовой и других авторов.
Начиная с 1990-х годов интерес исследователей к явлению русского неоклассицизма значительно вырос. В этот период в некоторой степени было пересмотрено мнение, согласно которому он выступал лишь второстепенным, стилизаторским течением в искусстве. В 1992 году вышла монография Григория Ревзина «Неоклассицизм в русской архитектуре начала XX века», в которой автор объяснял актуализацию классического идеала в начале столетия общекультурной тенденцией к зарождению нового интеллектуализма, проявившейся в архитектуре, литературе, живописи и музыке. В тот же период писалась монография Елены Борисовой и Григория Стернина «Русский неоклассицизм», изданная только в 2002 году, и на момент написания являвшаяся единственным обобщающим трудом по теме. Данные книги стали единственными крупными изданиями, в которых неоклассицизм начала XX века был обозначен как самостоятельное и целостное явление. Некоторые важные проблемы неоклассицизма начала XX века рассматривались в статьях сборника «Судьбы неоклассицизма в XX веке» (1997).
Первые десятилетия XXI века отмечены интересом исследователей к русскому неоклассицизму, хотя толкование его семантики и стилистических проблем остаются актуальными проблемами, не имеющими однозначных решений. Особо значимым явлением стала выставка «Неоклассицизм в России», проходившая в Государственном Русском музее в 2008 году, впервые представившая панораму данного явления в искусстве первой трети XX века. По итогам выставки был выпущен сборник-каталог «Неоклассицизм в России» (2008), содержащий статьи известных исследователей: Владимира Круглова, Ольги Мусаковой, Владимира Леняшина. Во вступительных статьях к каталогу рассматривались вопросы зарождения и становления неоклассицизма в русской живописи, графике и скульптуре, а также была предложена новая типология и периодизация явления.

### Неоклассицизм и модерн
В изучении архитектурно-художественного процесса рубежа XIX—XX веков исследователи в первую очередь отмечают отличие данной эпохи от предшествующих десятилетий, когда господствовал эклектический метод. На противопоставлении эклектики и модерна строились классические монографии «Русская архитектура конца XIX — начала XX века» (1971) Елены Борисовой и Татьяны Каждан, и «Русская архитектура 1830—1910-х годов» (1978) Евгении Кириченко. Вокруг идеи модерна как нового архитектурного стиля, отрицавшего эклектику, сформировался историко-искусствоведческий дискурс, представленный трудами Андрея Пунина, Владимира Лисовского, Бориса Кирикова, Владимира Кириллова и других авторов. На международном материале данную концепцию развивали Дмитрий Сарабьянов и Валерий Турчин, рассматривая стиль модерн в различных видах искусства.
Проблема взаимодействия модерна и неоклассицизма зачастую рассматривается в плоскости художественных смыслов — идейно-эстетической программы «мирискусников», зарождения нового интеллектуализма, национально-патриотического подтекста неоклассики.
Единственными крупными изданиями, в которых русский неоклассицизм начала XX века обозначен как самостоятельное и целостное явление являются монографии «Неоклассицизм в русской архитектуре начала XX века» (1992) Григория Ревзина и «Русский неоклассицизм» (2002) Елены Борисовой и Григория Стернина. В последних работах Елена Борисова писала, что неоклассицизм в русской архитектуре формировался под знаком «стиля модерн».
Некоторые авторы включают неоклассицизм в русло модерна. Исследователи модерна склонны противопоставлять классицизирующий модерн всем остальным направлениям в архитектуре рубежа XIX—XX веков и рассматривать его в контексте анализа архитектуры модерна. Вигдария Хазанова и Дмитрий Швидковский писали, что неорусский стиль и неоклассицизм на рубеже веков получили «модернистскую окраску». Владимир Кириллов, анализируя особняк Каменской в Нижнем Новгороде, писал, что в нём «языком классики констатирована свободная романтическая система, порождённая модерном».
Другая точка зрения предполагает, что неоклассицизм и модерн входили в сложное взаимодействие между собой. Дмитрий Сарабьянов пояснял, что неоклассицизм в архитектуре России возник уже тогда, когда модерн миновал высшие точки своего развития: в одних моментах неоклассицизм подчинялся модерну, «как бы вливаясь в новый стиль», в других — был поглощён модерном, использовавшим от неоклассицизма только детали декора, в третьем варианте неоклассицизм стремился противостоять модерну, при этом перенимая от последнего некоторые принципы. Уильям Крафт Брумфилд отмечал, что неоклассицизм стал первичной формой реакции на модернизм, технизацию языка архитектуры, и носил столь же многообразный характер, как и сам модерн: часто неоклассицизм являлся только развитием технических новшеств модерна с немного иными стилистическими ориентирами, а в других случаях — очень жёстко придерживался канонов 1820—1830-х годов. По мнению исследователя, как альтернатива модерну неоклассицизм утвердился только в градостроительстве.
Ещё один вариант рассмотрения проблемы неоклассицизма и модерна связан с отрицанием модерна, как единого художественного стиля. В работах Василия Горюнова и Михаила Тубли содержится последовательная критика взгляда на модерн как на стиль. Михаил Тубли писал, что за последние годы исследователям так и не удалось обосновать существование модерна как единого стиля, и о нём можно говорить только как об эпохе в искусстве («эпоха модерна»), в которой существовали стилеобразующие направления — неоромантическое, неоклассицистическое, символистическое и рационалистическое. Схожий взгляд на неоклассицизм высказывали Василий Горюнов и Светозар Заварихин.